# مورون (مغولستان)
مورون یا مورُن (به زبان مغولی: Мөрөн، [Mörön]؛ ᠮᠥᠷᠡᠨ، [mören]) شهر، شهرستان، و مرکز اداری استان خوفسگول، در کشور مغولستان است. مورون ۱۰۲٫۹ کیلومترمربع مساحت و ۴۲٬۸۶۶ نفر جمعیت (در سال ۲۰۲۲) دارد.

## تقسیمات اداری
شهرستان مورون متشکل از ۱۴ قصبه (باغ) می‌باشد، که این‌ها نام‌گذاری نشده‌اند. این قصبه‌ها موسوم به «قصبهٔ ۱ام» الی «قصبهٔ ۱۴ام» می‌باشند.  این ۱۴ قصبه، منطقهٔ شهریِ شهر مورون را تشکیل می‌دهند